# Sabethes soperi
Sabethes soperi är en tvåvingeart som beskrevs av Lane och Nelson Leander Cerqueira 1942. Sabethes soperi ingår i släktet Sabethes och familjen stickmyggor. Inga underarter finns listade i Catalogue of Life.